# تيري بيسون (مؤلف)
تيري بيسون (بالإنجليزية: Terry Bisson)‏ (12 فبراير 1942، أوينسبورو في الولايات المتحدة)؛ كاتب وروائي أمريكي. درس في جامعة لويفيل.

## الجوائز
- جائزة هوغو لأفضل قصة قصيرة

## روابط خارجية
- تيري بيسون على موقع IMDb (الإنجليزية)